# تایرون نسبی
تایرون نسبی (انگلیسی: Tyrone Nesby؛ زادهٔ ۳۱ ژانویهٔ ۱۹۷۶) بازیکن بسکتبال اهل ایالات متحده آمریکا است.
از باشگاه‌هایی که در آن بازی کرده‌است می‌توان به واشینگتن ویزاردز و لس آنجلس کلیپرز اشاره کرد.